# Королевская квакша
Королевская квакша (лат. Hyliola regilla) — вид бесхвостых земноводных из семейства квакш.

## Описание
Длина тела 2,5—5 см. Окраска спины может быть разной: зелёного, коричневатого, красноватого, серого, коричневого или чёрного цвета. На голове тёмное треугольное пятно, у глаз тёмно-коричневые или чёрные полоски. Цвет также зависит от цветовой фазы и может быстро меняться от темного к светлому. Брюхо беловатое или кремовое, как и нижняя сторона ног. Самцы этого вида имеют жёлтое горло. Перепонки между пальцами небольшие, а сами пальцы имеют небольшие подушечки. Кожа гладкая.

## Ареал
Королевская квакша распространена на тихоокеанском побережье Орегона и Вашингтона, но встречается также от крайней северной Калифорнии до Британской Колумбии. Небольшая популяция существует также в пруду на острове Ревильяхихедо вблизи города Кетчикана на Аляске, будучи намеренно ввезённой туда в 1960-х годах. Квакши обитают в прудах, ручьях, озёрах, а иногда и ещё дальше от воды. Среда их обитания включает в себя широкий спектр климата и растительности от уровня моря до больших высот.

## Размножение
Спаривание происходит с начала зимы до ранней весны. Самки откладывают икру сгустками по 10-90 икринок, как правило, в мелких стоячих водоёмах на и под растительностью и опавшими листьями. Головастики вылупляются через одну—три недели, питаются перифитоном, нитчатыми и диатомовыми водорослями и пыльцой растений в толще или на поверхности воды. Метаморфоз обычно длится около 2—2,5 месяцев.
В ходе заключительного этапа трансформации, когда головастики имеют четыре конечности и хвост, они в течение короткого времени не питаются, так как их рты становятся шире, а пищеварительная система перестраивается с травоядного на плотоядный способ питания.

## Образ жизни
Квакша ведёт ночной образ жизни, большую часть времени скрываясь под гнилыми брёвнами, камнями, высокой травой и опавшими листьями, где её трудно увидеть, если она не двигается. Большая часть рациона состоит из пауков, жуков, мух, муравьёв и других насекомых и членистоногих.
Продолжительность жизни в неволе составляет до 9 лет.